# Georg Friedrich Majer
Georg Friedrich Majer (getauft am 22. April 1695 in Schorndorf; † 2. Mai 1765 in Ludwigsburg) war ein württembergischer Baumeister. Er wurde offiziell als Kirchenbaumeister und Architectus bezeichnet. Seine bedeutendste Leistung ist der Neubau des Rathauses in Schorndorf.

## Leben
Baumeister, die nach der alten Tradition zunächst entweder Maurer, Steinmetze oder Zimmerleute sein sollten, arbeiteten in der ersten Hälfte des 18. Jahrhunderts als Bauleiter in heutiger Bedeutung des Wortes. Georg Friedrich Majer bezeichnete sich selbst als „Ingenieur“, was darauf hindeutet, dass er sich höhere theoretische und mathematische Kenntnisse bei einem leitenden Architekten oder in der Genieoffiziersausbildung aneignete, wogegen die Bezeichnung „Architekt“ auf eine Fähigkeit hindeutet, künstlerische Entwürfe zu entwickeln. Es ist aber nicht bekannt, wie Majers Ausbildung konkret aussah und über seine Tätigkeit ist nur wenig bekannt. 1714 leitete er den Ausbau des Schlosses Großsachsenheim in Sachsenheim. 1721, unter Herzog Eberhard Ludwig, wurde er in den herzoglichen Dienst angenommen. Er war einer der zahlreichen Baumeister, die am Ausbau des Ludwigsburger Schlosses arbeiteten.

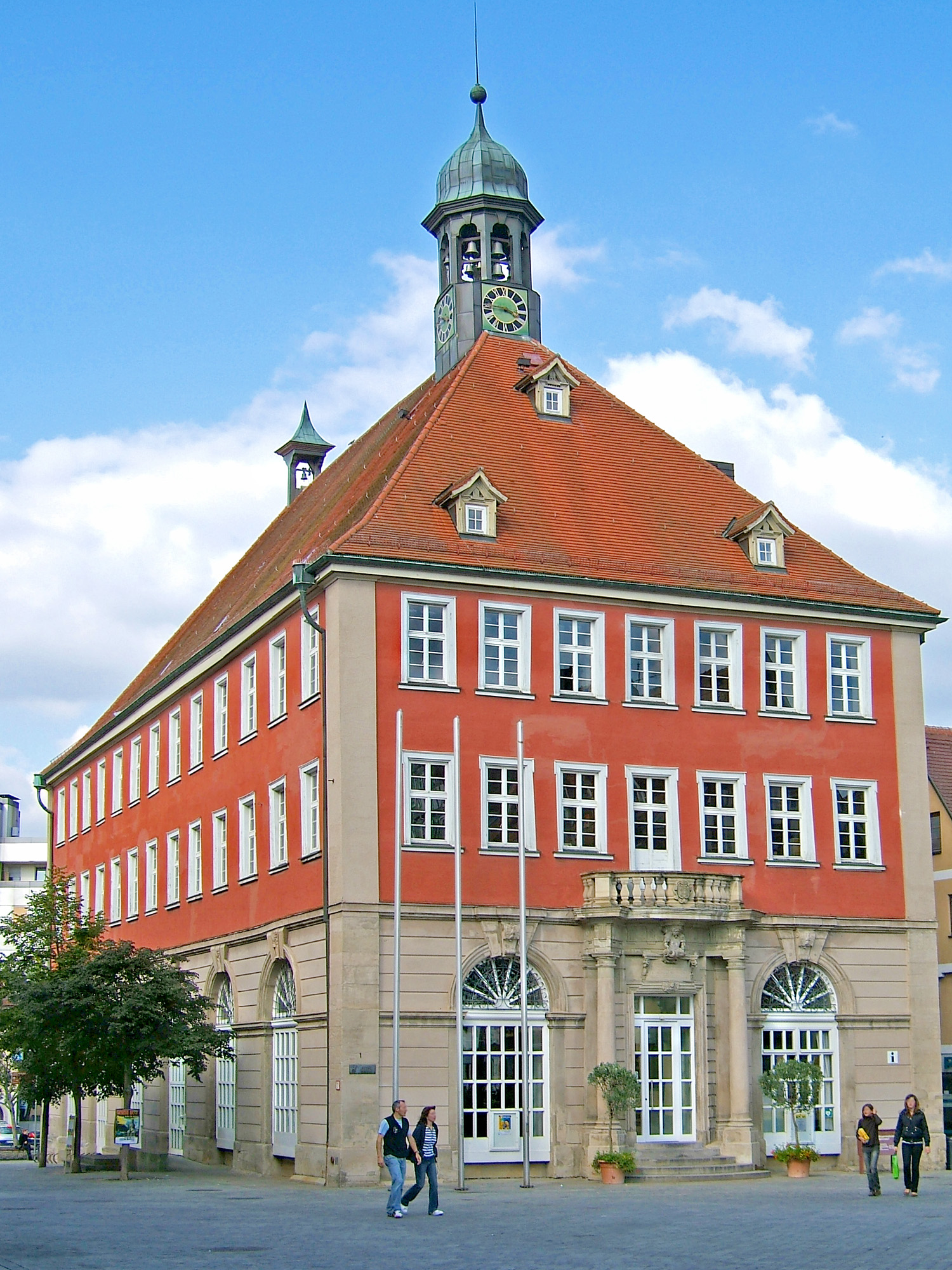
Schorndorfer Rathaus

1726–1730 leitete Majer den Bau des Rathauses in seiner Geburtsstadt Schorndorf.
1729/30 entwarf Majer und leitete die Errichtung eines provisorischen Theaters im großen Ordensbausaal des Ludwigsburger Schlosses und im heutigen Theaterbau zeichnete er auf dem Boden den Entwurf eines neuen Theaters.
Trotzdem traute ihm Eberhard Ludwig 1733 nicht die notwendige Kenntnisse zu, die Edelknaben in der Ingenieurkunst zu unterrichten. Nach dessen Tod war Majer neben Johann Christoph Leger der einzige Baumeister beim Bau des Ludwigsburger Schlosses, der nicht entlassen wurde. Der Oberbaudirektor Johann Anton von Herbort holte ihn trotzdem in sein Bauamt. Majer war dort betraut mit der Beaufsichtigung der Bauarbeiten bei den Floßgassen, Befestigungsarbeiten auf Hohenneuffen und Hohenasperg, der Bauarbeiten an der Brücke in Neckarweihingen und an der Stuttgarter Schlosskapelle. Die mangelhafte Ausführung aller dieser Bauarbeiten führe 1736 beinahe zu seiner Entlassung.
Herzog Carl Alexander übertrug ihm aber 1736/37 die Aufstellung eines neuen „Theatrums“ in Stuttgart. Majer muss gerade in technischen Fragen des Theaterbaus Kenntnisse gehabt haben, denn er hatte außer dem oben erwähnten Theaterbau im Ludwigsburger Schloss auch 1734 anlässlich des Besuchs Carl Alexanders im Hauptquartier des Prinzen Eugen von Savoyen in Heilbronn dort eine Bühne aufgeschlagen.
Georg Friedrich Majer wurde 1695 als Sohn des Barbierers/Chirurgen, Zollers und späteren Bürgermeisters Johann Balthasar Majer (1662–1730) und seiner ersten Ehefrau Maria Catharina geb. Hermann (1661–1737) in Schorndorf geboren. Der Rechtswissenschaftler und Tübinger Professor Johann Christian von Majer war sein Sohn.